# Gilbert Masai
Gilbert Masai (* 16. Dezember 1989) ist ein kenianischer Langstreckenläufer, der sich auf Straßenläufe spezialisiert hat.
2010 wurde er Fünfter beim Lissabon-Halbmarathon und jeweils Zweiter beim Halbmarathonbewerb des Paderborner Osterlaufs und beim Valencia-Halbmarathon. 
2012 kam er beim Lissabon-Halbmarathon und beim Lille-Halbmarathon jeweils auf den fünften Platz. Im Jahr darauf folgte einem sechsten Platz beim Paris-Halbmarathon ein zehnter Platz beim Paris-Marathon und ein vierter Platz beim Taiyuan-Marathon. 
2015 wurde er jeweils Zweiter beim Grand Prix von Prag und beim La-Rochelle-Marathon und 2016 Vierter beim Kopenhagen-Halbmarathon und beim Bredase Singelloop.
2017 siegte er beim Berliner Halbmarathon in 59:57 min. Im Herbst kam er beim Košice-Marathon auf den siebten Rang. 2018 wurde er jeweils Vierter beim Venlo-Halbmarathon und beim Berliner Halbmarathon.
2019 gewann er den Warschau-Halbmarathon.

## Persönliche Bestzeiten
- 10-km-Straßenlauf: 27:45 min, 5. September 2015, Prag
- Halbmarathon: 59:31 min, 18. September 2016, Kopenhagen
- Marathon: 2:09:49 h, 29. November 2015, La Rochelle